# Mike Bongiorno
Michael Nicholas Salvatore Bongiorno, detto Mike (New York, 26 maggio 1924 – Monte Carlo, 8 settembre 2009), è stato un conduttore televisivo, conduttore radiofonico e partigiano italiano con cittadinanza statunitense, considerato tra coloro che fondarono la televisione in Italia.
È stato soprannominato il re dei quiz per aver condotto numerosi giochi a premi, tra cui Lascia o raddoppia?, Rischiatutto, Scommettiamo? e Flash per la Rai, e Superflash, Pentatlon, Telemike, Bis, La ruota della fortuna e altri, per Mediaset.
Viene soprannominato anche "SuperMike".
È al secondo posto per numero di edizioni presentate (11, di cui 5 consecutive) del Festival di Sanremo, dietro a Pippo Baudo.

## Biografia

### I primi anni e l'esperienza bellica
Michael Bongiorno nacque a New York il 26 maggio 1924 dalla torinese Enrica Carello (1894-1991) e dall'italo-statunitense Philip Bongiorno (1890-1971). Il nonno paterno, Michelangelo Bongiorno, era emigrato nel 1892 da Campofelice di Fitalia, al tempo frazione di Mezzojuso, in Sicilia, dove aveva una bottega, e che in seguito entrò nel settore immobiliare. Suo padre fu un noto avvocato, laureato a Princeton, che intraprese anche una positiva carriera politica, arrivando a diventare presidente della potente associazione italo-statunitense Sons of Italy in America (Figli d'Italia in America) e a candidarsi a sindaco di New York, avendo come avversari Fiorello La Guardia e Generoso Pope. La madre era l'ultima di una famiglia di dodici figli, benestante e della buona borghesia torinese, in quanto il padre era proprietario di una ditta che produceva fanali per auto. Ancora bambino, Mickey, come era chiamato allora, venne in Italia con la madre, a seguito della separazione dei genitori e della crisi del 1929 e si stabilì a Torino. Durante gli anni trascorsi all'ombra della Mole, visse a casa degli zii Giuseppina Carello, sorella della madre, e Nicolò Oneto di San Lorenzo, generale di origini nobili amatissimo da Mike, che chiamerà Nicolò il suo secondogenito proprio in onore di suo zio. A Torino frequentò le scuole elementari, il ginnasio e i licei classici Alfieri (allora parte del D'Azeglio) e Rosmini. In quest'ultimo conobbe Gianluigi Marianini, futuro concorrente dei suoi quiz, all'epoca assistente scolastico, destinato a voler diventare sacerdote, ma che in seguito vi rinunciò.
Fin da giovane esternò la sua personalità estroversa e la volontà di diventare giornalista: grande appassionato di sport (fu sempre nota la sua passione per il calcio e per la Juventus), cominciò presto a lavorare per le pagine sportive di La Stampa come «galoppino». Durante la seconda guerra mondiale, dopo l'intervento delle truppe tedesche in appoggio a Benito Mussolini nell'Italia settentrionale, fu costretto ad abbandonare gli studi (aveva conseguito la maturità soltanto nella seconda sessione, l'8 ottobre 1943, in quanto nella prima era risultato insufficiente in matematica e fisica) per rifugiarsi sulle Alpi. Decise così di entrare a far parte dei gruppi partigiani e, grazie alla sua conoscenza dell'inglese, fu impiegato in un'importante e pericolosa "staffetta": doveva attraversare nel periodo invernale i contrafforti alpini innevati per portare in Svizzera, per conto della Resistenza, messaggi che permettevano le comunicazioni fra i partigiani italiani e gli Alleati di stanza nel Paese elvetico.
Nel corso di una di queste operazioni, nell'aprile 1944 a seguito di una delazione fu scoperto a Cravegna (in provincia di Novara, dal 1992 in provincia del Verbano-Cusio-Ossola): catturato dalla Gestapo, fu messo al muro insieme ad altri partigiani per essere fucilato, ma si salvò perché gli agenti tedeschi ritrovarono un pacchetto buttato da lui poco prima, contenente il suo passaporto statunitense. La cattura di un cittadino degli Stati Uniti d'America meritava un approfondimento, inoltre il prigioniero poteva diventare una pedina di scambio per liberare soldati tedeschi prigionieri degli alleati. Mike fu quindi portato a Milano a San Vittore, dove fu rinchiuso per 7 mesi, di cui 2 in isolamento. Durante la prigionia incontrò Indro Montanelli che, nella sua biografia, ricorda come Bongiorno, quando entrambi erano in carcere, assistesse gli altri detenuti nello scambiarsi messaggi. Dopo la prigionia a San Vittore, Mike venne trasferito nel Campo di transito di Bolzano, dove fu torturato da Michael Seifert. Dopo la detenzione in vari campi di concentramento in Germania, alla fine del 1944 fu deportato nel lager di Spittal an der Drau, in Carinzia (Austria), dove rimase fino a gennaio 1945. Fu liberato a febbraio, prima della fine del conflitto, grazie a uno scambio di prigionieri di guerra tra Stati Uniti d'America e Germania.

### Gli esordi

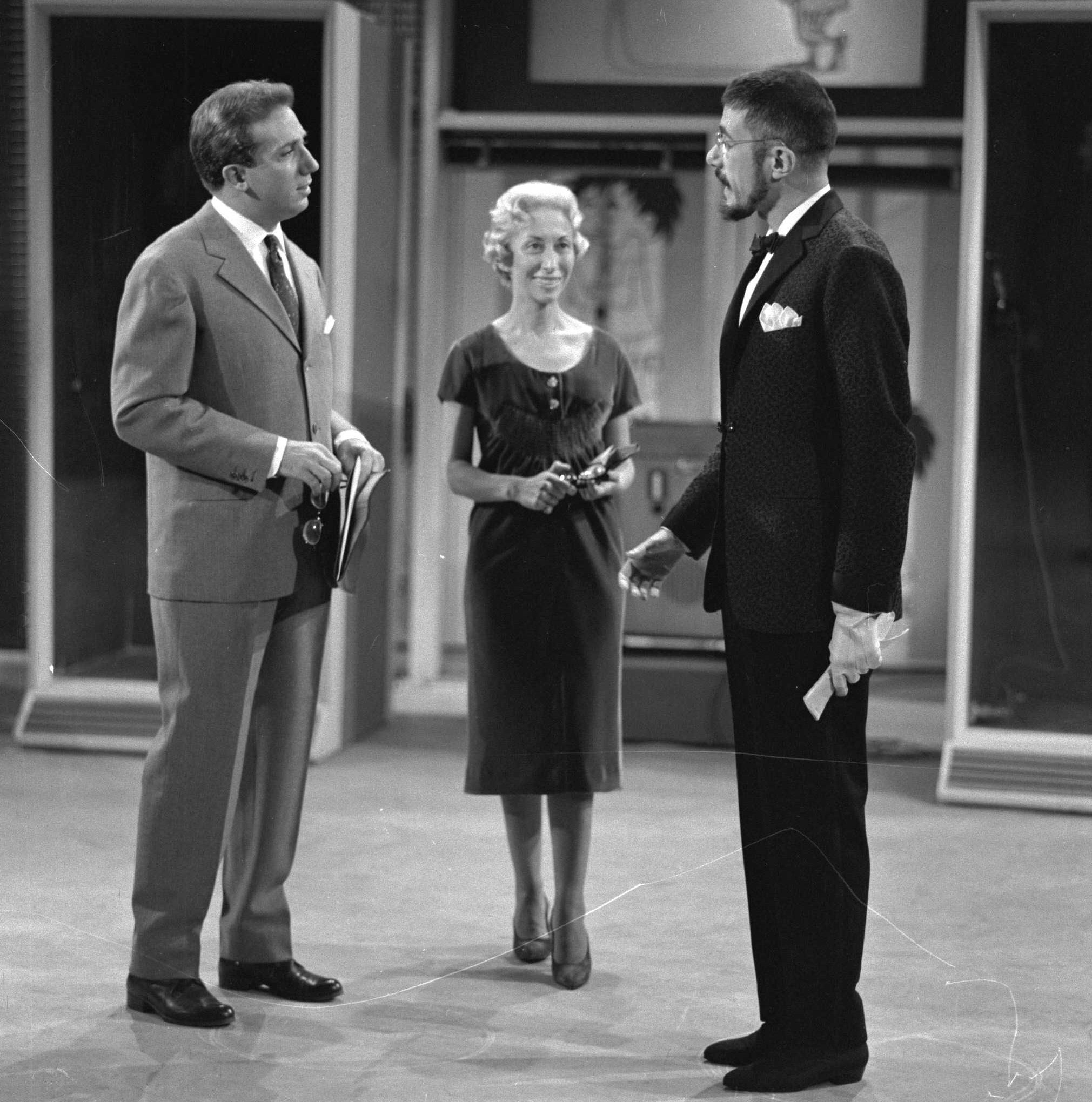
Bongiorno (a sinistra) a Lascia o raddoppia? nella puntata del 28 marzo 1956, con il concorrente Gianluigi Marianini

Terminato il conflitto tornò a New York, dove riprese il giornalismo, anche grazie a un tesserino del Dipartimento di Stato degli Stati Uniti d'America che gli permetteva di lavorare ovunque, scrivendo su qualche rivista gratis, ma facendosi notare e ottenendo così alcuni incarichi importanti. Dopo una lunga gavetta e con un contratto precario, dal 1946 lavorò presso la sede radiofonica del quotidiano Il progresso italo-americano di Generoso Pope, per il quale condusse il programma Voci e volti dall'Italia, e incominciò a fare servizi dagli Stati Uniti d'America per l'EIAR, diventata Rai dal 1944: sul Radiocorriere era ancora chiamato Michele Bongiorno. Nel 1948 sposò a New York il soprano Rosalia Maresca (matrimonio che fu annullato nel 1952).
Dagli Stati Uniti d'America, dopo aver fatto il tecnico, lo speaker, il programmatore radiofonico e il corrispondente per l'emittente Voice of America (dedita allora alla propaganda militare alleata), e per WHOM Radio di New York in lingua italiana di Generoso Pope, nel 1952 Bongiorno torna in Italia come inviato di WOV - seconda stazione radiofonica italostatunitense di New York -, anche per realizzare alcuni documentari con intenti divulgativi o informativi su fatti e avvenimenti della ricostruzione del Paese, e gli viene presto proposto di collaborare a programmi sperimentali della televisione italiana.
Vittorio Veltroni, funzionario della Rai (e padre del politico Walter), sceglie Mike per offrirgli un contratto di collaborazione per il Radiogiornale. Allo scopo di eliminare il suo accento statunitense, lo invita a prendere lezioni di dizione da Maria Luisa Boncompagni.
Realizza servizi di colore e radiocronache sportive, soprattutto di pugilato.
Mike Bongiorno è il primo in Italia a intervistare il presidente degli Stati Uniti d'America Dwight D. Eisenhower, quindi, nel 1955/1956, presenta alla radio il programma a quiz Il motivo in maschera, con l'orchestra diretta da Lelio Luttazzi.

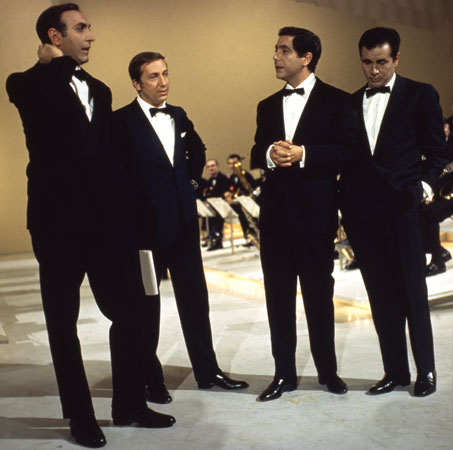
Quattro storici conduttori della televisione italiana: Pippo Baudo, Bongiorno, Corrado ed Enzo Tortora, qui fotografati a Sabato sera nel 1967.

Sulla stessa falsariga, tra il 1967 e il 1970, Mike condurrà la trasmissione radiofonica preserale Ferma la musica!, con il complesso diretto inizialmente da Gorni Kramer e poi da Sauro Sili.
Con Corrado è stato per molto tempo il presentatore televisivo più popolare in Italia, motivo per cui entrambi vengono considerati fondamentali per la nascita della TV italiana. Nonostante Corrado fosse apparso prima nelle trasmissioni sperimentali della televisione di Stato, dalla Triennale di Milano, è stato proprio Bongiorno a inaugurare nel gennaio 1954 le emissioni ufficiali della Rai conducendo il programma Arrivi e partenze (per la regia di Antonello Falqui), programma in cui Mike aveva il compito di intervistare i VIP che arrivavano o partivano dall'aeroporto di Roma. Condusse poi alla radio la rubrica Fortunatissimo.

### Il grande successo e i quiz televisivi
Nel 1955 recita nel film Il prezzo della gloria e in alcuni fotoromanzi, e subito dopo, il 19 novembre, dà il via al primo quiz della televisione italiana, Lascia o raddoppia? (versione italiana del quiz statunitense The $64,000 Question, o meglio del suo adattamento francese Quitte ou double?), contribuendo a far entrare il nuovo mezzo di comunicazione di massa nella cultura popolare di una nazione che, all'indomani della seconda guerra mondiale, stava subendo forti e radicali mutamenti.

Bongiorno e il concorrente Andrea Fabbricatore durante una puntata del 1971 del quiz Rischiatutto.

Il programma ottiene subito un ottimo riscontro di pubblico e Mike diventa molto popolare, contribuendo all'aumento della vendita di televisori e del numero di spettatori: non tutti però potevano permettersi un televisore in casa, e allora, per vedere il programma, il giovedì sera la gente si riuniva in famiglia o nei bar, mentre i cinema, per non perdere pubblico, interrompevano la normale programmazione e proiettavano il quiz televisivo. Sulla scorta del successo della trasmissione, nel 1956 viene prodotta anche la commedia Totò lascia o raddoppia?, che vede protagonista l'attore e comico napoletano nel ruolo di un nobile decaduto che partecipa al programma come concorrente, con Mike Bongiorno nel ruolo di sé stesso.
Nel 1963 Umberto Eco (che era stato fra i compilatori di alcune domande di Lascia o raddoppia?), resosi conto della portata sociale, gli dedica il saggio Fenomenologia di Mike Bongiorno (pubblicato in Diario minimo), nel quale la tecnica comunicativa del conduttore viene analizzata in maniera accademica. Umberto Eco rintracciava le radici profonde del successo di questo personaggio nella sua "mediocrità assoluta", grazie alla quale «lo spettatore vede glorificato e insignito ufficialmente di autorità nazionale il ritratto dei propri limiti». Il programma chiuse i battenti nel luglio del 1959. Dal 1960 al 1962 Bongiorno condusse il programma di successo Campanile sera, basato su giochi in piazza con due conduttori esterni: Enzo Tortora e inizialmente Renato Tagliani, poi sostituito da Enza Sampò.
Nel 1957 nasce un programma pubblicitario giornaliero a sketch che suscitò un interesse fuori dal comune: Carosello, dove Mike è protagonista di diversi filmati pubblicitari prestando il volto allo shampoo Dop (1957 e 1961, quest'ultimo insieme a Peppino Mazzullo); nel 1966 per il detersivo Dash della Procter & Gamble; nel 1970 e 1971 per la birra Dreher; dal 1974 al 1976 sale sul Cervino per sponsorizzare il marchio della grappa Bocchino.
Continua la sua carriera con Caccia al numero (1962), con la seguitissima trasmissione La fiera dei sogni e nel 1966 con Giochi in famiglia. Dal 1963 al 1967 conduce il Festival di Sanremo per cinque edizioni consecutive (in totale ha condotto ben undici edizioni del Festival, l'ultima nel 1997 con Valeria Marini e Piero Chiambretti).

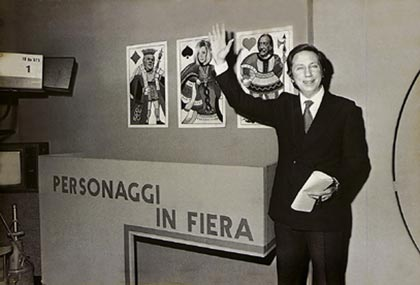
Bongiorno nel 1975

L'11 ottobre 1968 si unisce in matrimonio a Parigi con la giornalista Annarita Torsello, dalla quale però si separerà nel 1970. Il 5 febbraio dello stesso anno, sul Secondo Programma, Mike dà i natali a un altro quiz di grande successo: il Rischiatutto, dove viene inaugurato in TV l'uso dell'elettronica e degli effetti speciali. Al suo fianco una giovanissima Sabina Ciuffini, la prima valletta "parlante" nella storia della TV. Il quiz durò cinque anni e raggiunse una media di 20 milioni di telespettatori. 
Dopo avere avuto varie fidanzate e due mogli, Mike si sposa per la terza volta il 13 marzo 1972 con Daniela Zuccoli, a Londra; da essa si separa temporaneamente il 29 settembre 1984, dopo che Novella 2000 ha scoperto che nel 1978 la Zuccoli si era sposata con un altro uomo a Las Vegas. Dalla Zuccoli ha avuto tre figli: Michele, Nicolò e Leonardo.
Nel 1975, concluso il Rischiatutto, Mike presenta il suo ottavo Festival di Sanremo, per poi lavorare per la televisione svizzera nella trasmissione Personaggi in fiera, nella quale il presentatore appare per la prima volta a colori quando la Rai non li aveva ancora adottati del tutto ma solo per eventi straordinari come i Giochi olimpici. Seguono i programmi Ieri e oggi (1976) e Scommettiamo?, quiz che attingeva nel suo meccanismo all'ippica e che durerà per tre edizioni dove nella prima era affiancato dalla valletta contestatrice Paola Manfrin poi da Patrizia Garganese. Nel 1979, per celebrare i 20 anni dalla sua chiusura, Mike ripropone Lascia o raddoppia? (25º anniversario), a colori e con la "cabina spaziale"; la valletta, Patricia Buffon, era la figlia del calciatore Lorenzo Buffon e di Edy Campagnoli, seconda valletta della trasmissione di quiz.

### Il passaggio alla Fininvest

Bongiorno con Silvio Berlusconi all'esordio di Canale 5; il presentatore italo-americano, negli ultimi 30 anni della sua vita, sarà una presenza costante sui canali di proprietà di Berlusconi

Il 9 ottobre 1977, al ristorante Club 44 di Milano, Mike Bongiorno incontra Silvio Berlusconi per discutere di un suo futuro passaggio alla televisione dell'imprenditore lombardo. È uno dei primi grandi conduttori a lavorare con le televisioni private e contribuisce, con Berlusconi, alla nascita della televisione commerciale, che va ad arricchire il mondo della televisione, rompendo definitivamente il monopolio della Rai. Nel 1979 conduce, su Telemilano (che poi sarebbe divenuta Canale 5), prima la rassegna sportiva MilanInter Club e poi I sogni nel cassetto, un gioco a premi sponsorizzato e distribuito per la prima volta su un circuito di altre emittenti locali.

Bongiorno davanti al tabellone di Flash, 1981

Dal 27 novembre 1980 al 3 giugno 1982 conduce Flash, che introduce i sondaggi e che sarà l'ultima trasmissione condotta da Mike per la Rai. Dopodiché passerà definitivamente al nuovo gruppo Fininvest per condurre trasmissioni che gli saranno particolarmente congeniali. Il 5 ottobre 1981, su Canale 5, parte il gioco mattutino Bis, il 23 dicembre 1982 inizia anche Superflash, versione aggiornata del precedente Flash, in onda fino al 13 giugno 1985. Altri successi sono stati Pentatlon (dal 3 ottobre 1985 al 18 giugno 1987), Parole d'oro (1987-1988) e Telemike (dal 1º ottobre 1987 all'11 giugno 1992). Nel 1987 Mike diventa vicepresidente della Fininvest e nel 1990 vice presidente di Canale 5.

Bongiorno con il supercampione di Telemike Marco Colla

Dal 5 marzo 1989 al 20 dicembre 2003 Mike conduce il più longevo dei suoi programmi, La ruota della fortuna, stabilendo il record di puntate condotte: nel 1995 fu proprio lui a cantare (insieme a Moreno Ferrara e Silvio Pozzoli) la sigla di questo quiz, intitolata Gira la ruota. Negli anni novanta continua la sua carriera con: Tutti x uno (1992-1993), C'era una volta il festival (1989-1990), Tris (dal 1º ottobre 1990 al 28 giugno 1991). Dal 1991 conduce Bravo Bravissimo, programma dedicato alle esibizioni canore di bambini, e dal 1994 al 2002 Viva Napoli, gara dedicata alla canzone partenopea nella quale viene affiancato nelle varie edizioni da Mara Venier, Massimo Lopez, Lello Arena, Loretta Goggi e Miriana Trevisan.
Nel 1993/1994 conduce Festival italiano su Canale 5, sulla falsariga del Festival di Sanremo, con Paola Barale (prima edizione) e Antonella Elia (seconda edizione). In seguito si dedica a La ruota mundial (1994), Ma l'amore sì (1996), Telemania (dall'11 dicembre 1996 al 25 febbraio 1997), L'albero delle stelle (1998) e I tre tenori (29 novembre 1998), tributo a lui, Corrado e Raimondo Vianello quali pionieri della televisione italiana messo in scena da Maurizio Costanzo ed Enrico Mentana. Dall'ottobre 1994, inoltre, è ideatore insieme con la moglie Daniela del programma d'informazione commerciale di Italia 1 Grandi magazzini, del quale conduce la prima puntata cedendo poi il testimone a Marta Flavi, Paola Barale, Marco Predolin e Natalia Estrada.

Bongiorno alla conduzione de La ruota della fortuna nel 1996

Nel 1996 fonda, con la moglie e i figli, la Bongiorno Production, casa di produzione che produce programmi come Bravo Bravissimo Club, Viva Napoli, Allegria!, Mezzogiorno di cuoco. L'anno successivo torna a presentare il festival di Sanremo. Nel 2000 conduce Momenti di gloria, insieme con Ellen Hidding, trasmissione in cui cantanti non professionisti potevano incarnare il proprio cantante preferito.
Ancora nel 2000 conduce su Canale 5, insieme con Antonella Elia, Qua la zampa!, trasmissione dedicata a cani, gatti e altri animali domestici. Nell’estate 2001 conduce il programma di Antonio Ricci Paperissima Sprint su Canale 5. In questo programma è affiancato da Antonella Mosetti e dal Gabibbo (il quale sarà spesso al centro di alcune gag con Mike).
Il 7 febbraio 2003 ha ottenuto ufficialmente la cittadinanza italiana, sebbene si sia definito italiano da sempre.

### Il passaggio a Sky e le ultime apparizioni
Nelle ultime stagioni televisive, dopo la chiusura della celebre Ruota della fortuna, Bongiorno si dedica alla conduzione di altri due programmi di successo su Rete 4. Il primo fu Genius, quiz al quale prendono parte ragazzi di età tra gli 11 ed i 13 anni, andato in onda dal 6 novembre 2003 all'8 gennaio 2004 in prima serata e dal 2 febbraio 2004 al 21 aprile 2006 al pomeriggio; il secondo fu un altro telequiz, Il migliore, in cui varie categorie di persone si sfidano in domande di cultura generale, andato in onda dal 4 maggio all'8 giugno 2006, dal 10 ottobre al 22 novembre 2006 e dal 5 aprile al 24 maggio 2007. Nello stesso periodo ha formato una coppia affiatata insieme a Fiorello, esperienza incominciata a seguito di alcune imitazioni comiche di Mike dello showman siciliano a Viva Radio 2. Da quel momento Mike è spesso ospite di Fiorello in TV e radio, e insieme saranno anche testimonial in alcuni spot pubblicitari, che continueranno a essere messi in onda anche dopo la sua morte.
Il 20 settembre 2007 Mike torna in Rai per la conduzione della 68ª edizione di Miss Italia su Rai 1 insieme a Loretta Goggi. In autunno è insignito honoris causa della laurea specialistica in televisione, cinema e produzione multimediale presso la IULM di Milano. In tale occasione, il 14 dicembre, tiene una lectio magistralis di 40 minuti. Presso la stessa università gli viene dedicata un'aula, posta al quarto piano dell'edificio 1. Il 28 novembre viene intervistato da Bruno Vespa a Porta a Porta, raccontando la sua storia alla presenza di molti personaggi televisivi che gli erano stati a fianco durante la sua carriera.
Dal 14 aprile 2008 conduce L'offerta del mese su Mediashopping. Il 3 maggio 2009 viene intervistato da Fabio Fazio a Che tempo che fa su Rai 3, lamentando di essere stato licenziato senza preavviso da Mediaset e di non essere più stato contattato da mesi da Silvio Berlusconi, né per il rinnovo del contratto né per dei semplici saluti. Le sue ultime apparizioni televisive sono state come ospite, il 24 marzo 2009, nella seconda edizione su Raidue di X-Factor e come concorrente in due programmi di Sky Uno: Cash Taxi il 26 maggio 2009, giorno del suo 85º compleanno, e Sei più bravo di un ragazzino di 5ª?, nella prima puntata vip della trasmissione, del 3 settembre 2009, meno di una settimana prima della morte del conduttore.

### La morte e il funerale

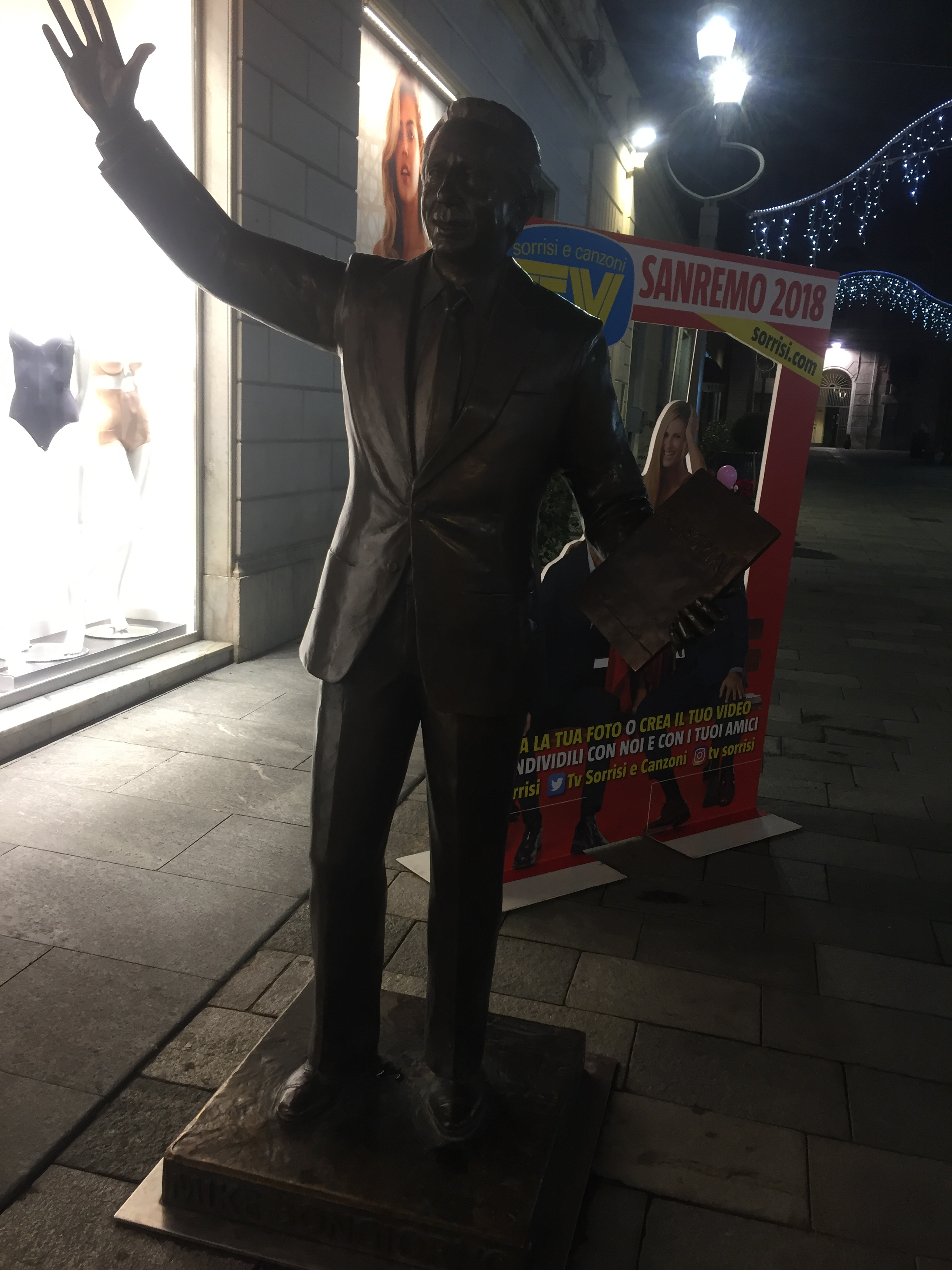
Statua di Mike Bongiorno a Sanremo

Mike Bongiorno muore improvvisamente l'8 settembre 2009, all'età di 85 anni, per un infarto, in una suite dell'Hotel Metropole a Monte Carlo, dove si trovava in vacanza con la moglie Daniela. Le sue ultime parole, mentre faceva colazione con la moglie e commentava una foto di sua nipote nata da 2 giorni, furono: «Che bella, sembri tu quando prendi il sole!». Il Consiglio dei ministri, allora presieduto da Berlusconi, espresse la volontà di svolgere i funerali di Stato, che furono celebrati dal vescovo ausiliare Erminio De Scalzi il 12 settembre 2009 nel duomo di Milano, alla presenza di varie personalità della politica e dello spettacolo e di circa 10 000 persone. Mike viene tumulato nella tomba di famiglia, presso il cimitero di Dagnente. Il comune di Milano aveva offerto la disponibilità di una tumulazione nella cripta del famedio del cimitero monumentale di Milano, accanto ai più illustri cittadini milanesi, ma la famiglia declinò. In occasione del primo anniversario della morte, la famiglia presentò la "Fondazione Mike Bongiorno", i cui ricavi da donazioni sono devoluti per scopi benefici. Tra i progetti realizzati, il network Casa Allegria, una rete di luoghi per l'aggregazione per le fasce più fragili della società.
Il 15 febbraio 2013, in occasione della quarta serata del Festival di Sanremo, fu inaugurata nella città ligure una statua che raffigura Bongiorno. L'8 settembre 2023 fu apposta una targa davanti all'abitazione dove il presentatore abitava, in via Giovanni da Procida a Milano, e in seguito il comune di Milano gli ha dedicato anche una via in zona Porta Nuova.

### Il trafugamento della salma

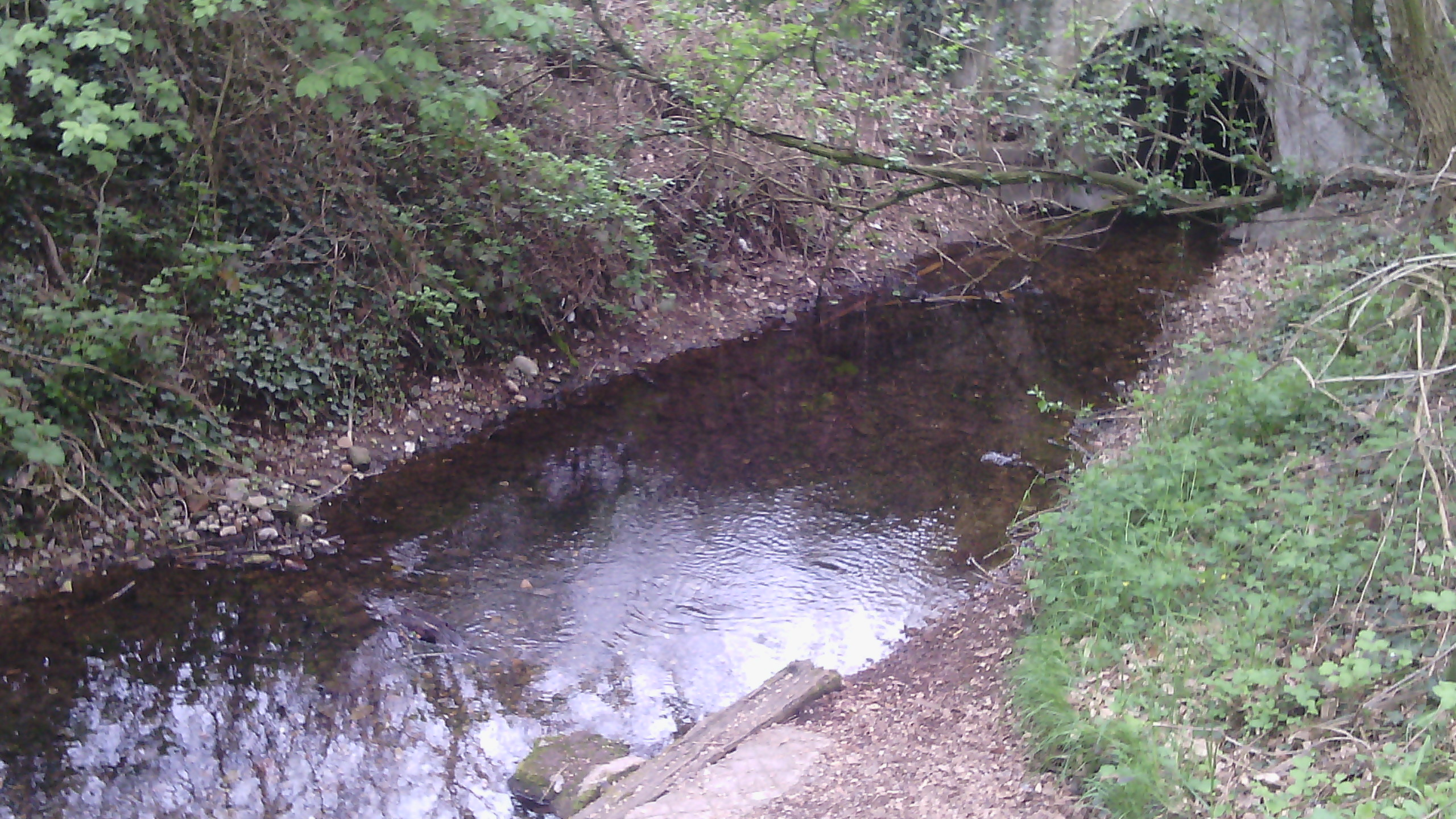
La testa del fontanile Saretta, presso la quale è stata trovata la salma di Bongiorno

Il 25 gennaio 2011 ignoti trafugarono il feretro con la salma di Mike Bongiorno dal cimitero di Dagnente dov'era tumulata. Dopo vari arresti e interrogatori di persone che avevano chiesto un riscatto, risultate poi tutte mitomani ed estranee alla vicenda, l'8 dicembre il feretro viene ritrovato intatto nei pressi delle sponde del fontanile Saretta, nella campagna alla periferia del comune di Vittuone, vicino a Milano. I veri autori del furto rimasero ignoti, così come il movente dato che, come detto, nessuna delle richieste di riscatto si era rivelata attendibile. Per prevenire nuovi trafugamenti il giorno 12 dicembre, per decisione della vedova Daniela in accordo con i figli, il corpo del presentatore venne cremato presso il cimitero monumentale di Torino e le ceneri poi disperse nelle valli del Cervino in Valle d'Aosta.

## Vita privata

### I matrimoni e la famiglia
Mike Bongiorno ha avuto tre mogli:
- Rosalia Maresca, cantante lirica italoamericana, sposata a New York l'11 aprile 1948. Il matrimonio è stato dichiarato nullo nel 1952, perché lei non voleva avere figli.
- Annarita Torsello, giornalista, sposata a Parigi l'11 ottobre 1968. La separazione è avvenuta nel 1970.
- Daniela Zuccoli (Milano, 13 maggio 1950), ex stilista (aveva fondato la maison Daniela Bongiorno) e produttrice televisiva, sposata a Londra il 23 marzo 1972. Il conduttore è rimasto sposato con lei fino alla sua scomparsa ed ha avuto da lei i suoi tre figli:
  - Michele Pietro Filippo (1972), produttore televisivo.
  - Nicolò (1976), regista e sceneggiatore.
  - Leonardo (1989), imprenditore.

I figli maggiori hanno lavorato anche nella casa di produzione fondata da Mike e Daniela e diretta da quest'ultima: la Bongiorno Productions.
Oltre ai tre matrimoni, Bongiorno ebbe alcune relazioni, tra cui le più note sono quelle con l'attrice e soubrette Flora Lillo, durata cinque anni (dal 1956 al 1961) e molto burrascosa e tormentata, tanto che, quando terminò, la Lillo tentò il suicidio per due volte e quella, di poco successiva, con la cantante e presentatrice televisiva Vanna Brosio.

### Lo sport
Mike Bongiorno è stato un grande appassionato di sport e tifoso della Juventus. Nel gennaio del 2003 ha presentato a Gubbio presso il Teatro Comunale uno speciale in prima serata su Rai 1,  Una squadra per amico, condotto insieme con Martina Colombari, che aveva come ospiti gli allora giocatori della squadra bianconera, insieme con l'allenatore dell'epoca, Marcello Lippi. La serata era per beneficenza, a favore di un ospedale pediatrico, l'Istituto Giannina Gaslini di Genova. Nel 1957, insieme al giornalista Rolly Marchi e al maestro di sci Gigi Panei, ideò a Courmayeur il Trofeo Topolino di sci alpino. Si appassionò molto al mondo del tennis, sport che praticò per diversi anni con il suo maestro personale Mariano Marcucci, di Ascoli Piceno. Con lui inoltre partecipò anche ad una puntata di C'è posta per te di Maria De Filippi.

## Legaffe

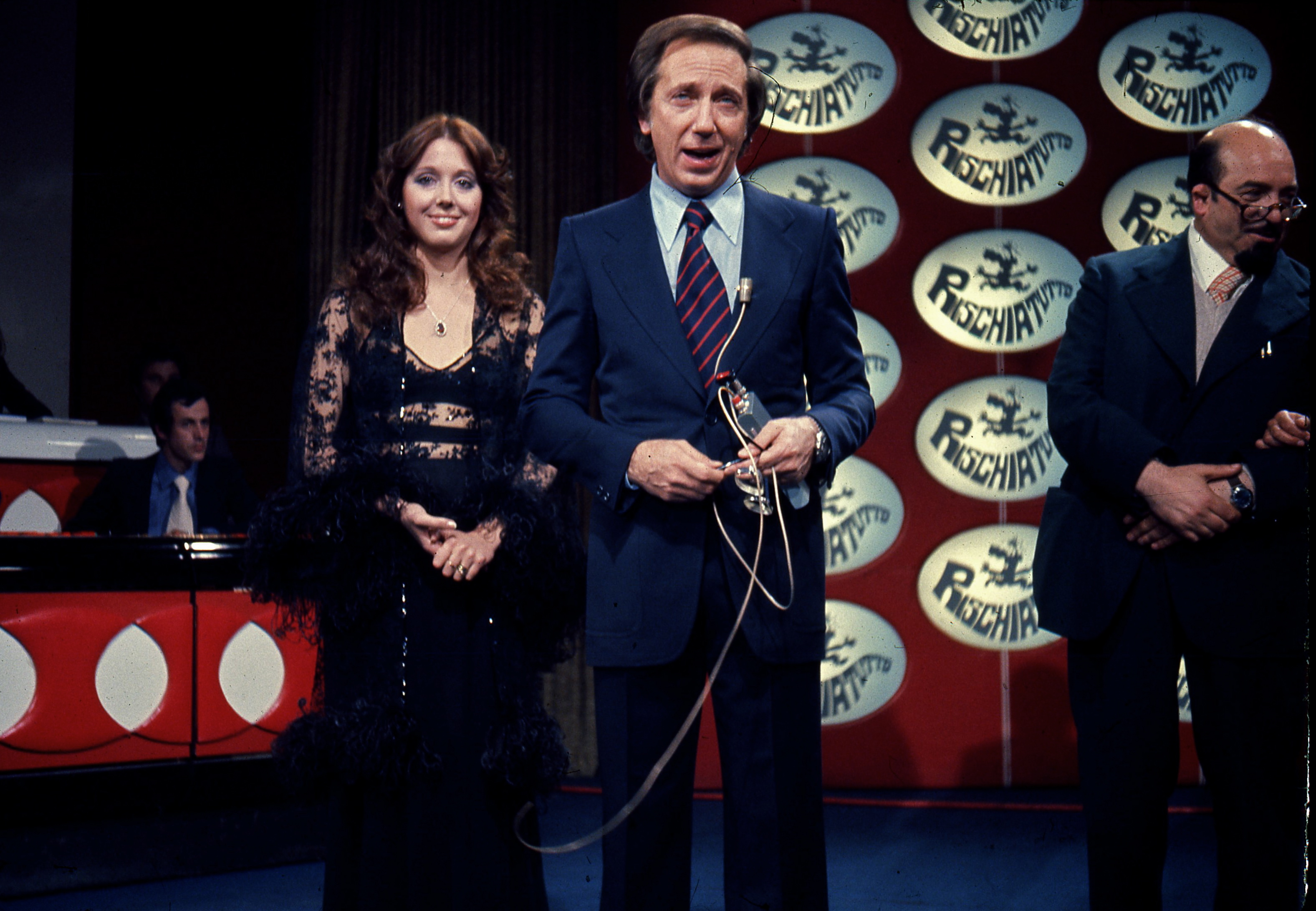
Bongiorno e Sabina Ciuffini durante l'ultima puntata del Rischiatutto, 25 maggio 1974: a questo quiz sarebbe legata la più nota gaffe del presentatore, di cui in realtà non è mai stata accertata l'esistenza.

Mike Bongiorno era noto anche per le sue ricorrenti gaffe, che potevano essere causate da semplici lapsus (ad esempio gli capitò almeno due volte, dopo aver letto una domanda dei suoi quiz, di leggere per sbaglio anche la risposta), da storpiature di alcune parole (ad esempio, durante la conduzione del Festival di Sanremo 1997, sbagliò diverse volte nel pronunciare il titolo della canzone di Silvia Salemi, A casa di Luca, dicendo A casa di Lucia) e, soprattutto, dal pronunciare spesso frasi che lo portavano ad incappare in facili doppi sensi di natura sessuale oppure che risultavano fuori luogo nei confronti di un interlocutore che non conosceva a sufficienza (ad esempio gli è accaduto almeno due volte di chiedere ad una concorrente informazioni sul proprio marito e la donna lo informava di essere vedova). Tali gaffe sono diventate una sorta di marchio di fabbrica del presentatore, tanto da essere entrate nella memoria dei telespettatori di quegli anni ed essere riproposte in altre trasmissioni: ad esempio il programma Paperissima, nel corso delle sue edizioni, ha trasmesso numerosi blocchi costituiti da tali gaffe.
Nel corso della sua carriera non è mai stato chiarito se queste gaffe fossero frutto di una naturale ingenuità del presentatore o se invece fossero delle gag estemporanee organizzate volutamente (ad esempio, più di una volta il conduttore insistette su parole come "uccello" o "palla" e disse di non capire perché il pubblico ridesse) in modo da creare dei piccoli momenti comici nel corso della trasmissione. Sebbene i suoi programmi fossero trasmessi quasi esclusivamente in differita, oltretutto, come già detto, queste gaffe non vennero mai rimosse dalle puntate messe in onda, neppure quelle apparentemente più imbarazzanti.
Quella che viene considerata la sua gaffe più nota sarebbe in realtà una leggenda metropolitana e fa riferimento a un episodio di cui non sembra esserci testimonianza: durante una puntata del telequiz Rischiatutto, la campionessa in carica Giuliana Longari avrebbe sbagliato la risposta di una domanda a tema ornitologico (secondo altre versioni si trattava invece di una domanda sul pittore Paolo Uccello) e Bongiorno avrebbe commentato con una frase del tipo: «Ahi, ahi, ahi! Che peccato, signora Longari, mi è caduta sull'uccello!». Tale leggenda nasce probabilmente nel 1976 a causa della trasmissione satirica L'altra domenica di Renzo Arbore, in cui il presunto incidente veniva usato nelle gag che ironizzavano sui quiz televisivi. Il mito di quella ipotetica battuta potrebbe essere stato ispirato dalla puntata del 17 maggio 1973, quando furono poste ai concorrenti (tra i quali vi era una donna, Maria Luisa Migliari) alcune domande sull'ornitologia. A nulla è servito il fatto che tale episodio sia stato smentito sia dalla Longari che da Bongiorno e che non ne sia mai stata trovata la registrazione video. Esiste un filmato in cui Mike recita la frase in questione, che spesso viene erroneamente considerato la prova di questo episodio; tuttavia tale filmato non è tratto da Rischiatutto, in quanto il conduttore appare visibilmente più vecchio, con un look diverso rispetto a quello degli anni '70, e il filmato è realizzato a colori mentre le cinque edizioni del Rischiatutto furono tutte integralmente trasmesse in bianco e nero. Lo spezzone risale agli anni ottanta ed è stato estratto da una scena più ampia in cui Bongiorno stava parlando di questo presunto episodio, citandone la frase.

## Episodi particolari accaduti durante i programmi televisivi
I quiz di Mike sono sempre stati trasmessi in differita, con l'eccezione di Lascia o raddoppia? nelle ultime 15 puntate del remake del 1979 e di Flash. Negli anni questa soluzione è stata adottata da quasi tutti i quiz a cadenza giornaliera, in quanto consente di registrare più puntate in un solo giorno e di eliminare dalla trasmissione problemi tecnici e imprevisti che potrebbero causare sforamenti d'orario se si verificassero in diretta. 
Le registrazioni dei programmi di Bongiorno, tuttavia, non hanno quasi mai subito tagli, anche quando si sono verificati imprevisti più o meno spiacevoli. Gli unici tagli di cui si ha notizia riguardano episodi troppo lunghi per essere trasmessi integralmente, ma anche in questi casi l'episodio "incriminato" è comunque stato trasmesso in una versione ridotta e poi riproposto in altre sedi. A causa di questa scelta, negli anni si sono verificati diversi episodi, a volte divertenti, a volte spiacevoli, a volte curiosi, ma che possono essere, a buon diritto, ritenuti una caratteristica dei programmi di Mike Bongiorno; difficilmente altri presentatori hanno accettato ed accettano di mandare in onda tutto quello che accade durante le registrazioni dei loro programmi. Questa è solo una breve lista:
- È capitato diverse volte che Mike cacciasse dallo studio degli spettatori che riteneva colpevoli di aver suggerito ai concorrenti.
- In una puntata dell'edizione speciale di Lascia o raddoppia? del 1979, un concorrente fu selezionato per rispondere a domande sulla fisica quantistica e, presentandosi al pubblico, si dilungò nello spiegare in che cosa consisteva la sua materia. Quando Bongiorno gli fece notare che era tempo di passare alle domande, lui tranquillamente se ne andò pronunciando la frase "Lascio tutto alla scienza!". Mike Bongiorno si premurò di assicurare gli spettatori che non si trattava di una presa in giro, ma il comportamento assolutamente stravagante e illogico del concorrente lasciò in molti il dubbio che fosse tutto combinato.
- Nel corso della puntata di "Flash" in onda il 23 aprile 1981, Bongiorno ebbe una discussione con il sacerdote don Licio, divenuto uno dei concorrenti più popolari della trasmissione. Appena spodestato dal titolo di campione in carica, don Licio, al momento dei saluti, aveva chiesto di lanciare un appello ai rapitori delle sorelline Silvia e Micol Incardona, scomparse a Formello, ma Bongiorno gli tolse bruscamente la parola chiudendo la trasmissione. Il presentatore, che di fatto non gradiva mai le iniziative dei concorrenti non concordate preventivamente, spiegò poi che non era quella la sede per lanciare appelli, in quanto per poterlo fare occorreva l'autorizzazione dei dirigenti Rai, e disse inoltre di non voler creare un precedente. Il caso approdò anche in Parlamento, con un'interrogazione del senatore DC Learco Saporito.
- A La ruota della fortuna una concorrente è svenuta tre volte. La scena è stata mostrata a Striscia la Domenica nella puntata in sua memoria.
- Durante la puntata di Telemike del 3 maggio 1990, durante il gioco finale, Mike notò che la concorrente Maura Livoli, in cabina, al momento di rispondere alle domande finali continuava a guardare verso il basso, quindi si insospettì e chiese alla sua assistente Sabrina Gandolfi di andare a controllare. La concorrente nascondeva qualcosa nella camicetta, che poi si scoprì essere una serie di foglietti pieni di appunti. Maura Livoli fu immediatamente squalificata e subì un duro rimprovero da parte di Mike, il quale poco dopo disse anche di non volerle più parlare perché altrimenti sarebbe potuto diventare "villano" nei suoi confronti. La Livoli, presumibilmente per la vergogna, reagì tentando di aggrapparsi a un altro concorrente e poi accasciandosi a terra – occorre tenere conto del fatto che, nei minuti antecedenti all'episodio incriminato, la concorrente aveva accusato un malore, tuttavia ebbe modo di riprendersi in tempo per continuare – ma Mike non si scompose, anzi disse senza mezzi termini di ritenere che la concorrente stesse facendo una sceneggiata. La stessa Livoli fece successivamente causa nei confronti di Mike, con la causa che venne tuttavia trovata priva di fondamento, in quanto “la truffa si vede chiaramente”. Striscia la notizia ripropose la scena (assieme ad un episodio in cui Bongiorno allontanò dallo studio uno spettatore che aveva sorpreso mentre suggeriva ad alta voce nel corso di un'altra trasmissione, Tutti x uno) e tacciò Mike Bongiorno di cinismo.
- Il 1º luglio 1993, a causa di un incidente stradale, morì Illy Reale, storico autore e giudice de La ruota della fortuna. Essendo già state registrate diverse puntate in quel periodo, in accordo con la sua famiglia, i suoi interventi e i suoi scambi di battute col presentatore non vennero tagliati dalle registrazioni. Il giorno successivo alla sua scomparsa, prima della messa in onda della puntata, ci fu un intervento di Mike che spiegò cos'era successo e perché, per un po' di puntate, il pubblico avrebbe ancora visto Illy Reale. Quando, diverse settimane dopo, andò in onda la puntata registrata il giorno dopo la scomparsa di Reale, si vide Mike, visibilmente commosso, che annunciava la notizia al pubblico in sala (che non sapeva nulla) ed al pubblico a casa, sapendo che avrebbero sentito quel messaggio solo molto tempo dopo.
- Nel programma TeleMike erano previsti, oltre al momento del gioco, anche interventi degli opinionisti presenti in studio. In una puntata del 1991, nel corso di un suo intervento, Vittorio Sgarbi sostenne che non bisognava dispiacersi per le case che rischiavano di essere travolte dalla lava dell'Etna in quanto disabitate e simbolo della speculazione edilizia. Mike lo interpretò come un attacco verso gli abitanti della zona, che rischiavano di rimanere senza casa, e ne nacque un acceso diverbio tra i due, condito anche da insulti. La lite andò in onda in versione "ridotta" (durò quasi dieci minuti) e vennero censurate le parolacce.
- Sul finire degli anni novanta, Luca Barbareschi realizzò una serie di scherzi (andati in onda nel programma Il grande bluff) presentandosi in diverse trasmissioni ed interpretando, travestito e mascherato, un concorrente imbranato e maleducato. Anche Bongiorno fu vittima di uno di questi scherzi: teatro della burla fu il programma La ruota della fortuna, durante il quale Barbareschi disturbò più volte la registrazione con comportamenti esagerati. Quando rivelò la sua identità, Mike, già irritato per tale comportamento, si arrabbiò ulteriormente e finse di non conoscerlo, non risparmiandogli perfino qualche parolaccia. La puntata, andata in onda nel 1996, venne trasmessa regolarmente, ma senza la "sfuriata". Lo scherzo integrale fu mandato in onda solo nel marzo del 1997 da Striscia la notizia, che lo usò per lanciare la coppia Paolo Villaggio-Massimo Boldi, che sostituirono il duo Ezio Greggio-Enzo Iacchetti.
- Spesso il premio finale dei quiz di Mike Bongiorno è stato una pelliccia (anche questo ha suscitato molte polemiche). Durante una puntata de La ruota della fortuna del 1996 una concorrente vinse il gioco finale e, quando le fu consegnata la pelliccia, la rifiutò dichiarandosi obiettrice di coscienza. Mike si stupì, ma sembrò comprensivo verso la scelta (seppur definendo "ragionamenti un po' strani" la scelta della concorrente), mentre Antonella Elia, la "giracaselle" di quell'edizione, esultò e chiese di poter stringere la mano alla concorrente. Appena terminata la registrazione, Mike si infuriò con la Elia, proponendone il licenziamento, perché era convinto che avesse fatto fare brutta figura allo sponsor, in quanto aveva agito in netta opposizione ai prodotti dello stesso. Effettivamente nell'edizione successiva la Elia venne sostituita da Claudia Grego.
- Durante una intervista di Bongiorno con due wrestler, questi incominciarono a provocarsi e poi a picchiarsi, chiaramente fingendo; per sbaglio però uno dei due sferrò realmente un colpo a Mike alla mascella, facendogliela sanguinare.
- In una puntata di Paperissima (programma che ha anche condotto nella versione "Sprint", ossia striscia quotidiana, insieme con il Gabibbo) è comparso vestito da Topolino, ribattezzato per l'occasione "Mickey Mike".
- Nel 2007 fu protagonista di un acceso diverbio con Valerio Staffelli, inviato di Striscia la notizia: l'inviato voleva consegnargli un Tapiro d'Oro in seguito alla vicenda riguardante Miss Italia – nella quale il presentatore italo-americano aveva avuto un acceso diverbio in diretta con Loretta Goggi – ma Mike, che in quel momento stava recandosi in studio per registrare una trasmissione ed era particolarmente di cattivo umore, ebbe una dura reazione: strappò il tapiro dalle mani di Staffelli e lo scaraventò a terra riducendolo in pezzi e minacciò addirittura di chiamare le forze dell'ordine. Anche la guardia del corpo di Mike invitò fortemente Staffelli ad andarsene. Qualche settimana dopo, durante l'inaugurazione della mostra per il ventennale di Striscia, Bongiorno fece pubblica ammenda dichiarando ironicamente di volere un altro Tapiro d'Oro, perché quello che gli avevano consegnato giorni prima "gli era caduto dalle mani". Dietro di lui, a sua insaputa, era posizionato un divertito Valerio Staffelli che gli consegnò il premio. Furono mostrate entrambe le scene.

## Procedimenti giudiziari
Nell'agosto del 1997 lo yacht di Bongiorno venne fermato dalla guardia costiera di La Maddalena, a Porto Cervo, in quanto procedeva ad una velocità superiore rispetto a quella consentita. Alcuni giorni dopo Alberto Pinna, giornalista di Sassari, pubblicò un articolo sul Corriere della Sera - testata di cui era inviato - dal titolo Mike Bongiorno, formula 1 in mare. Il giorno dopo la pubblicazione di questo articolo, Mike convocò una conferenza stampa alla quale non venne invitato Pinna, il quale si presentò ugualmente, venendo accolto da Bongiorno con frasi ingiuriose. Per questo motivo il conduttore, nel dicembre 2000, venne condannato a tre mesi di reclusione, con pena sospesa, per aver diffamato, ingiuriato e minacciato Pinna, e dovette risarcire al giornalista cinque milioni come provvisionale per danni materiali e morali e pagare tre milioni di lire per le spese legali. Nel gennaio 2005 venne assolto dai giudici della seconda sezione della Corte di Appello di Cagliari.

## Imitazioni

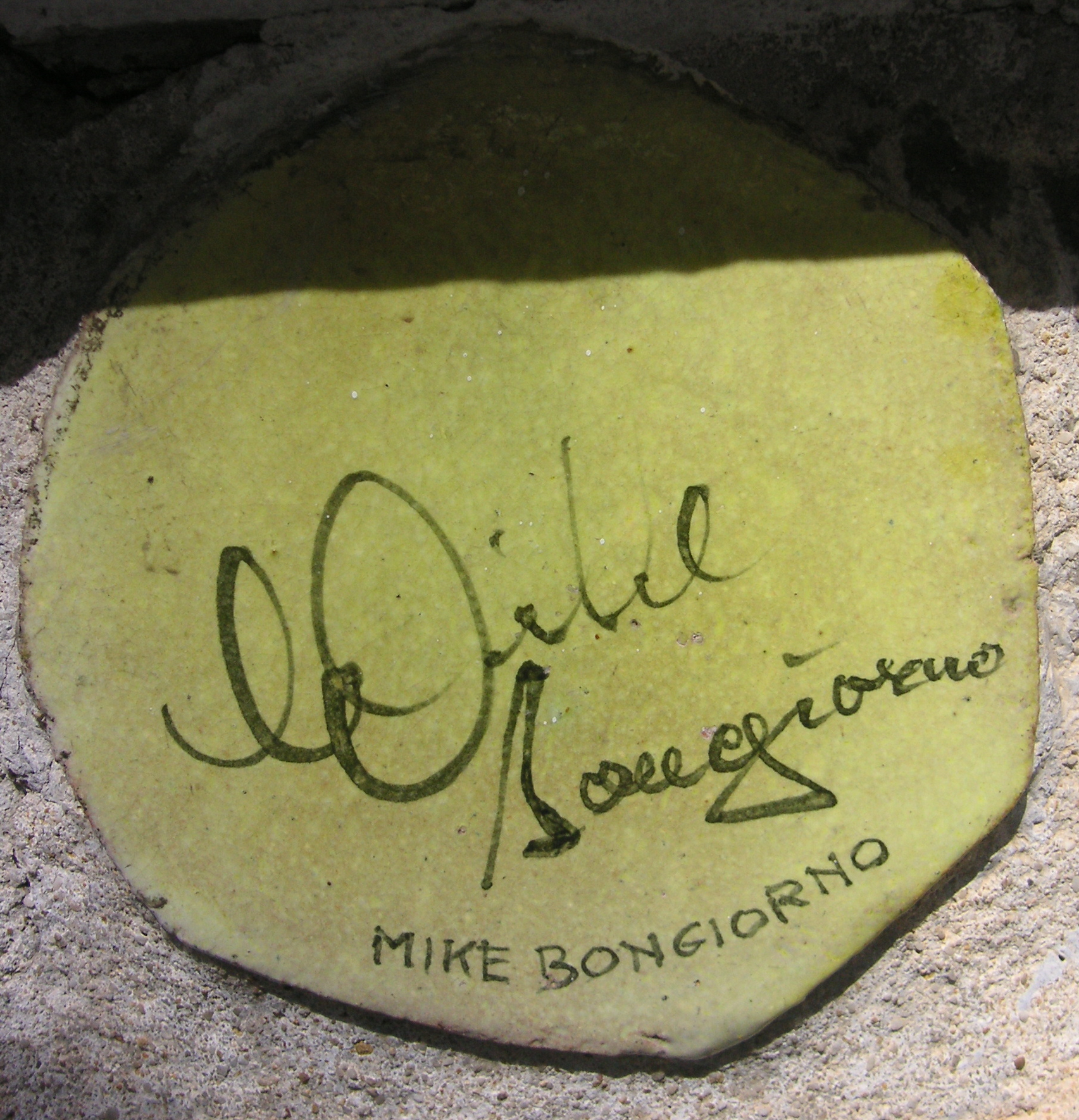
La piastrella autografata da Bongiorno sul muretto di Alassio

Il caratteristico timbro di voce, l'inconfondibile stile di conduzione e la grande e longeva popolarità di Mike Bongiorno hanno fatto sì che molti imitatori ne reinterpretassero la personalità.
Una delle imitazioni più celebri è quella di Alighiero Noschese, che trasformò il saluto «Allegria!» in «Allergia!». Uno dei suoi più noti imitatori era Gigi Sabani, che lo imitò anche con Claudio Cecchetto, a Supersanremo, nel 1984, su Italia 1 nella canzone La fine del mondo, cantata al Festival di Sanremo 1989. Le caratteristiche più note del Mike Bongiorno di Sabani erano la pronuncia pedissequa di ogni parola anglosassone (es. "miche" per dire "Mike", "ieans" al posto di jeans oppure "blac iac" anziché black jack) e un forte risucchio al termine delle frasi, sebbene quest'ultimo fosse un'invenzione di Sabani stesso e non avesse riscontro nella realtà.
L'imitazione di Massimo Lopez metteva in risalto invece l'atteggiamento paternalistico del presentatore; il Mike Bongiorno di Lopez conduceva la trasmissione con tale concentrazione da non curarsi minimamente né di cosa gli dicessero i concorrenti (interpretati dai colleghi de Il Trio, Anna Marchesini e Tullio Solenghi) né degli incidenti in studio, continuando come se nulla fosse successo; ad esempio, faceva partire il cronometro senza aver letto la domanda - con vane proteste da parte del concorrente -, apriva la busta numero «tre» anche se era stata scelta la «due», continuava a parlare del marito della concorrente nonostante lei ripetesse di essere nubile. Tale imitazione ricorda un episodio avvenuto durante il Festival di Sanremo 1966: la valletta Carla Maria Puccini finse di svenire in diretta, Mike capì che si trattava di un espediente per attirare l'attenzione su di sé e proseguì imperterrito. Il Mike di Lopez esordì in Tastomatto (1985), in una parodia del tipico quiz di Bongiorno; in Allacciate le cinture di sicurezza (1990) un interrogatorio in tribunale si trasforma improvvisamente in telequiz; in Viva Napoli l'imitazione di Massimo Lopez sostituiva il Mike originale mentre quest'ultimo usciva dallo studio «per andare a ritirare i risultati della gara»; un Mike più invecchiato è riproposto da Lopez ne La carica di 101 su Radio 101.
Successivamente quella di Mike Bongiorno diventò un "classico" nel mondo delle imitazioni, tanto da essere spesso esageratamente standardizzata e con risultati altalenanti. Per questo, gli imitatori e i comici professionisti smisero di imitarlo almeno fino alla seconda metà degli anni duemila, quando lo showman Fiorello, nel corso della trasmissione radiofonica Viva Radio 2 lo trasformò in un personaggio fisso dei suoi sketch. L'imitazione di Fiorello faceva leva sulla sua cordialità e pacatezza durante la trasmissione, aspetto noto agli addetti ai lavori, contrapposta alle esplosioni di rabbia con cui, fuori onda, reagiva a comportamenti poco professionali dei concorrenti o dello staff. Il Mike di Fiorello aveva a che fare con i piccoli concorrenti di Genius (interpretati da Enrico Cremonesi), dal comportamento impertinente e poco educato nei suoi confronti; nonostante il presentatore tentasse di nascondere il fastidio durante la trasmissione, quando partiva la pubblicità li sommergeva di insulti e minacce, con un effetto esilarante.
Sarà proprio grazie a queste imitazioni che tra i due nascerà un sodalizio artistico e una grande amicizia, tanto che Fiorello stesso, pochi anni dopo, sarà uno degli oratori presenti al funerale del presentatore. Durante il suo discorso di commiato, Fiorello fece un'ultima imitazione dell'amico, pronunciando la frase "Se potesse parlare adesso mi direbbe: bravo, hai messo la cravatta!" e terminando con la battuta (pronunciata con la voce di Mike) "Hai visto? Mi hanno dato il duomo di Milano... a Baudo non l'avrebbero mica dato".
Mike divenne ospite telefonico fisso nell'ultima serie del programma radiofonico di Fiorello e nel 2008 il critico televisivo Aldo Grasso decise di raccontare il "Fenomeno Fiorello" con il libro Fenomenologia di Fiorello con allegato un cd dal titolo: «Pronto, c'è Mike?» compilation, realizzato dal dj Corrado Rizza, proprio con le più belle telefonate tra Fiorello e Mike Bongiorno durante la trasmissione radiofonica Viva Radio 2.

## Filmografia

Buongiorno, Paolo Villaggio e Janet Agren in Sogni mostruosamente proibiti (1982)

### Attore nel ruolo di sé stesso
- Motivo in maschera, regia di Stefano Canzio (1955)
- Totò lascia o raddoppia?, regia di Camillo Mastrocinque (1956)
- Il giudizio universale, regia di Vittorio De Sica (1961)
- Il cenerentolo, regia di Flaminio Bollini – film TV (1968)
- La vita, a volte, è molto dura, vero Provvidenza?, regia di Giulio Petroni (1972)
- C'eravamo tanto amati, regia di Ettore Scola (1974)
- Sogni mostruosamente proibiti, regia di Neri Parenti (1982)
- Parenti serpenti, regia di Mario Monicelli (1992)
- 20 - Venti, regia di Marco Pozzi (2000)
- Come inguaiammo il cinema italiano - La vera storia di Franco e Ciccio, regia di Ciprì e Maresco – documentario (2004)

### Attore in altri ruoli
- Ragazze d'oggi, regia di Luigi Zampa (1955)
- Il prezzo della gloria, regia di Antonio Musu (1955)
- I miliardari, regia di Guido Malatesta (1956)

### Doppiatore
- Babbo Natale nella serie I Simpson, puntata 17×09

## Programmi televisivi
- Arrivi e partenze (Programma Nazionale, 1953-1955)
- Fortunatissimo (Programma Nazionale, 1954)
- Capodanno al Continental (Programma Nazionale, 1954-1955)
- Lascia o raddoppia? (Programma Nazionale, 1955-1959)
  -  Lascia o raddoppia? - Venticinquesimo anniversario (Rete 1, 1979)
- Campanile sera (Programma Nazionale, 1959-1962)
- L'amico del giaguaro, autista della diva nella parodia del film Viale del tramonto (Programma Nazionale, 1961)
- Festival di Napoli (Programma Nazionale, 1961, 1964, 1968)
- Caccia al numero (Secondo Programma, 1962)
- Zum (Programma Nazionale, 1962-1963)
- Parata di canzoni, dai personaggi di Walt Disney, regia di Vittorio Brignole, trasmessa il 25 dicembre 1963 sul Programma Nazionale
- La fiera dei sogni (Secondo Programma, 1963-1966)
- Festival di Sanremo (Programma Nazionale, 1963-1967, 1972-1973, 1975; Rete 1, 1977, 1979; Rai 1, 1997, 2000)[67]
- Ornella Vanoni Show (Secondo Programma, 1964)
- Festival di Castrocaro (Programma Nazionale, 1964-1966; Rete 1, 1975-1976)
- Un disco per l'estate (Programma Nazionale, 1965, 1971)
- Giochi in famiglia (Secondo Programma, 1966-1967)
- Mostra internazionale di musica leggera (Programma Nazionale, 1967-1969)
- Natale al circo (Programma Nazionale, 1968)
- Spettacolo senza passaporto (Programma Nazionale, 1969)
- Notturno dal lido di Venezia (Secondo Programma, 1969)
- Avanti il prossimo! (Programma Nazionale, 1969)
- Miss Italia (Programma Nazionale, 1970, 1973, 1975; Rai 1, 2007)
- Rischiatutto (Secondo Programma, 1970-1974)
- Canzonissima (Programma Nazionale, 1974)
  -  Canzonissima - Lotteria Italia (Programma Nazionale, 1975)
- Personaggi in fiera (Televisione Svizzera Italiana, 1975)
- Ieri e oggi (Rete 2, 1976)
- Scommettiamo? (Rete 1, 1976-1978)
- Natale a Telemilano 58 (Telemilano 58, 25 dicembre 1978)
- MilanInter Club (Telemilano 58, 1978-1979)
- I sogni nel cassetto (Telemilano 58, 1979-1980; Canale 5, 1980-1981)
- Giro Mike (Telemilano 58, 1979-1980; Canale 5, 1981-1984)
- Flash (Rete 1, 1980-1982)
- Incontri D'estate - Boario (Canale 5, 1980-1985)
- Bis (Canale 5, 1981-1990)
  -  Superbis (Canale 5, 1982)
- Superflash (Canale 5, 1982-1985)
- Gran Premio Internazionale dello Spettacolo (Canale 5, 1984-1989)
- Pentatlon (Canale 5, 1985-1987)
- Parole d'oro (Canale 5, 1987-1988)
- Telemike (Canale 5, 1987-1992)
- C'era una volta il festival (Canale 5, 1989-1990)
- La ruota della fortuna (Canale 5, 1989-1996; Rete 4, 1996-2003)
  -  La ruota di Natale (Canale 5, 1991) 
  -  La ruota della fortuna - Verso il 1992 (Canale 5, 1991) 
  -  La ruota d'oro (Canale 5, 1994-1995) 
  -  La ruota mundial (Canale 5, 1994)
- Buon compleanno Canale 5 (Canale 5, 1990-1991)
- Tris (Canale 5, 1990-1991)
- Bravo Bravissimo (Canale 5, 1991-1995; Rete 4, 1996-2001)
  -  Bravo Bravissimo Festival (Rete 4, 2002) [68]
- CantaVip (Canale 5, 1991)
- Tutti x uno (Canale 5, 1992-1993)
- Festival italiano (Canale 5, 1993-1994)
- Premio Mozart (Canale 5, 1993-1996)
  -  Piccoli Mozart (Canale 5, 1997)
- Amare vuol dire (Canale 5, 1994)
- Grandi magazzini (Italia 1, 1994; Rete 4, 1995)
- Viva Napoli (Canale 5, 1994-1996; Rete 4, 1997-2002)
- La grande avventura (Canale 5, 1995)
- Ma l'amore sì (Canale 5, 1996)
- Telemania (Rete 4, 1996-1997)
- Sanremo Top (Rai 1, 1997)
- Galleria di stelle (Canale 5, 1997)
- Una città per cantare (Rete 4, 1997)
- Milano-Roma (Rai 3, 1998)
- I tre tenori (Canale 5, 1998)
- L'albero delle stelle (Canale 5, 1998)
- Momenti di gloria (Canale 5, 1999-2000)
- Allegria! (Canale 5, 1999-2000)
- Qua la zampa! (Canale 5, 2000)
- Ricomincio da 20 (Canale 5, 2000)
- Paperissima Sprint (Canale 5, 2001)
- Tutti in Allegria! (Canale 5, 2001)
- Voci dalla montagna (Rete 4, 2002-2003)
- Juventus - Una squadra per amico (Rai 1, 2003)
- Genius (Rete 4, 2003-2006)
- I Consigli di Mike (Rete 4, 2003-2006)
- I miti della montagna (Rete 4, 2004-2007)
- 57° Prix d'Italia (Rai 1, 2005)
- Striscia la notizia (Canale 5, 2005)
- David di Donatello (Rai 1, 2005)
- Il migliore (Rete 4, 2006-2007)
- L'offerta del mese (Mediashopping, 2008-2009)

## Radio
- inviato per The Voice of America (1946-1948)
- corrispondente dall'Italia per Radio Wov (1953)
- Musica dal Cielo - Suona la Banda dell'aeronautica Americana (Secondo Programma, 4 dicembre 1954)
- Il motivo in maschera (Secondo programma, 1954-1955)
- Il motivo senza maschera (Secondo programma, 1955)
- Una sera a New York (Secondo Programma, 7 gennaio 1955)
- Tutti x uno (Secondo Programma, 1957)
- Nero o bianco?, programma di quiz e sogni, a cura di Adolfo Perani (Secondo Programma, 1958)
- Il salvadanaio (Secondo Programma, 1959-1960)
- Buona fortuna con 7 note (secondo programma, 1961)
- Studio L chiama X, gioco musicale a premi a cura di Adolfo Perani, presentato da Mike Bongiorno, trasmesso giugno luglio 1962
- Attenti al ritmo, gioco musicale a premi, testi di Carlo Manzoni, regia di Pino Gilioli (Secondo Programma, 1965)
- Mike di domenica (Secondo Programma, 1972)
- Aperto per ferie (Secondo Programma, 1972)

## Canzoni scritte da Mike Bongiorno
| Anno | Titolo                       | Autori del testo                                                      | Autori della musica                | Interpreti         |
| ---- | ---------------------------- | --------------------------------------------------------------------- | ---------------------------------- | ------------------ |
| 1963 | Il domani è nostro           | Mike Bongiorno, Adolfo Perani                                         | Tony De Vita                       | Pino Donaggio      |
| 1966 | E lei ti aspetterà           | Mike Bongiorno, Adolfo Perani                                         | Pino Calvi                         | I Giganti          |
| 1971 | Amare di meno                | Paolo Limiti, Mike Bongiorno                                          | Umberto Balsamo                    | Peppino Di Capri   |
| 1972 | Una musica                   | Paolo Limiti, Mike Bongiorno                                          | Mario Migliardi, Maurizio Seymandi | Ricchi e Poveri    |
| 1976 | Sogno                        | Mike Bongiorno, Ludovico Peregrini, Mino Reitano, Franco Reitano      | Bruno Longhi, Mino Reitano         | Mino Reitano       |
| 1976 | Tu, dolcemente               | Mike Bongiorno, Ermanno Capelli, Mino Reitano, Franco Reitano         | Bruno Longhi, Mino Reitano         | Mino Reitano       |
| 1976 | Scommettiamo?                | Mike Bongiorno, Alberto Nicorelli, Ludovico Peregrini, Dante Pieretti | Dante Pieretti                     | Le Piccole Ore     |
| 1976 | Io ti lascio, Maria          | Mike Bongiorno, Claudio Damiani, Ludovico Peregrini                   | Dante Pieretti                     | Le Piccole Ore     |
| 1978 | Donna donna mia              | Mike Bongiorno, Toto Cutugno, Ludovico Peregrini, Dante Pieretti      | Toto Cutugno                       | Toto Cutugno       |
| 1979 | Anche un uomo                | Mike Bongiorno, Anselmo Genovese, Ludovico Peregrini, Alberto Testa   | Alberto Testa                      | Mina               |
| 1981 | Che bella sera               | Mike Bongiorno, Ludovico Peregrini, Franco Reitano, Mino Reitano      | Mino Reitano                       | Mino Reitano       |
| 1981 | Flash                        | Mike Bongiorno, Ludovico Peregrini, Toto Cutugno                      | Toto Cutugno                       | Toto Cutugno       |
| 1983 | Amico è                      | Mike Bongiorno, Sergio Bardotti, Nini Giacomelli                      | Dario Baldan Bembo                 | Dario Baldan Bembo |
| 1983 | Cammina cammina              | Mike Bongiorno, Sergio Bardotti                                       | Dario Baldan Bembo                 | Dario Baldan Bembo |
| 1983 | Voci di città                | Mike Bongiorno, Sergio Bardotti, Nini Giacomelli                      | Dario Baldan Bembo                 | Dario Baldan Bembo |
| 1983 | Ogni volta che cerco la luna | Mike Bongiorno, Sergio Bardotti, Nini Giacomelli                      | Dario Baldan Bembo                 | Dario Baldan Bembo |
| 1983 | Volare via                   | Mike Bongiorno, Ludovico Peregrini                                    | Toto Cutugno                       | Christian          |

## Opere
- La versione di Mike. A cura di Nicolò Bongiorno, Milano, Mondadori, 2007, ISBN 978-88-04-57247-3.

## Riconoscimenti

### Telegatti
- 1972 con la motivazione "personaggio sempreverde della tv"
- 1979 con la motivazione "protagonista di venticinque anni di tv"
- 1980 per I sogni nel cassetto
- 1981 per i 30 anni di carriera
- 1981 come personaggio televisivo dell'anno
- 1982 per Flash
- 1984 per Superflash
- 1985 per Superflash
- 1986 per Pentatlon
- 1986 come uno de I Magnifici Sette (Concorso di TV Sorrisi e Canzoni)
- 1987 per Pentatlon
- 1988 per Telemike
- 1989 per Telemike
- 1990 per Telemike
- 1991 per Telemike
- 1992 per La ruota della fortuna
- 1993 per La ruota della fortuna
- 1994 per La ruota della fortuna
- 1995 per La ruota della fortuna
- 1996 per i 50 anni di carriera
- 1997 per il 47º Festival della Canzone Italiana
- 2003 per il Gran Premio Internazionale della TV
- 2005 come premio speciale Tv Sorrisi e Canzoni
- 2006 per i 60 anni di carriera

### Altri premi
- 1954 Maschera d'argento come miglior presentatore radiotelevisivo
- 1955 Premio Rally del Cinema
- 1976 Targa Celebrativa allo Show man N° 1 della TV Mike Bongiorno, Ital Music Co. Madison Square Garden New York
- 1981 Premio Onda
- 1984 Premio Radio Montecarlo personaggio televisivo dell'anno
- 1992 Targa del Ferrari Club Milano a Mike Bongiorno Socio onorario 1992
- 1994 Targa a Mike Bongiorno "I Sottufficiali del 6º Stormo Ghedi"
- 1995 Federazione Italiana Gioco Squash 1985-1995 Decennale di Fondazione atleta azzurro
- 1999 Premio Internazionale Fausto Coppi e Costante Girardengo
- 2002 Premio alla carriera Foglio d'oro
- 2002 Premio Uomini e Montagna
- 2003 Targa "Michele Alboreto"
- 2003 IV Premio Festival della Televisione italiana alla carriera
- 2004 XXXI Premio Internazionale Flaiano Televisione
- 2004 Targa celebrativa Premio Columbus 2004 Rotary Club
- 2005 Premio Tutto Sport 1945-2005
- 2005 36º Premio Barocco
- 2006 Premio "Lungomare delle Stelle" Città di Jesolo
- 2007 XXXVI Premio Guidarello per il Giornalismo d'autore
- 2007 Premio "Carlo Porta"
- 2008 Premio in vetro di Murano Galà dello sport
- 2008 Targa commemorativa Fondazione Città del Libro, Premio Bancarella 2008 al Presidente di Giuria Mike Bongiorno
- 2009 Premio Speciale San Siro, "Gentleman" uomo di sport 2009
- 2010 Premio Isimbardi 2010
- 2011 Premio America alla memoria della Fondazione Italia USA
- 2011 Italian Leadership award
- 2012 Premio AFI

## Doppiatori
Nel film Il prezzo della gloria Mike Bongiorno è stato doppiato da Stefano Sibaldi, mentre in I miliardari a prestargli la voce è Nino Manfredi.